# Топ (шахмат)
Вижте пояснителната страница за други значения на Топ.
Топът (или още Турът) в шахмата е фигура, която се движи (и взема фигурите на противника) по хоризонталите и вертикалите. Печатното изображение на топа в шахматната литература наподобява обсадна кула. Максималният брой полета, на които може да отиде топът, ако на пътя му няма други фигури, е точно 14, независимо от мястото му на дъската. Топът не може да прескача нито свои, нито противникови фигури. Всеки играч започва играта с по два топа, разположени както следва: белите топове на а1 и h1, а черните – на a8 и h8. Топът участва в рокадата. В българската шахматна нотация се обозначават с буквата „Т“. В общоприетата международна шахматна нотация се обозначава с буквата „R“ (от английски Rook). Топът спада към тежките фигури. Той е втората по сила фигура след дамата. По отношение стойността на сравнителната сила на фигурите топът е равен на 5 пешки.
В шатрандж, предшественика на шаха, еквивалентната фигура на топа е рух (колесница).
|   | a | b | c | d | e | f | g | h |   |
| 8 | черен топ на бяло поле a8 · черен топ на черно поле h8 · бял топ на черно поле a1 · бял топ на бяло поле h1 | черен топ на бяло поле a8 · черен топ на черно поле h8 · бял топ на черно поле a1 · бял топ на бяло поле h1 | черен топ на бяло поле a8 · черен топ на черно поле h8 · бял топ на черно поле a1 · бял топ на бяло поле h1 | черен топ на бяло поле a8 · черен топ на черно поле h8 · бял топ на черно поле a1 · бял топ на бяло поле h1 | черен топ на бяло поле a8 · черен топ на черно поле h8 · бял топ на черно поле a1 · бял топ на бяло поле h1 | черен топ на бяло поле a8 · черен топ на черно поле h8 · бял топ на черно поле a1 · бял топ на бяло поле h1 | черен топ на бяло поле a8 · черен топ на черно поле h8 · бял топ на черно поле a1 · бял топ на бяло поле h1 | черен топ на бяло поле a8 · черен топ на черно поле h8 · бял топ на черно поле a1 · бял топ на бяло поле h1 | 8 |
| 7 | черен топ на бяло поле a8 · черен топ на черно поле h8 · бял топ на черно поле a1 · бял топ на бяло поле h1 | черен топ на бяло поле a8 · черен топ на черно поле h8 · бял топ на черно поле a1 · бял топ на бяло поле h1 | черен топ на бяло поле a8 · черен топ на черно поле h8 · бял топ на черно поле a1 · бял топ на бяло поле h1 | черен топ на бяло поле a8 · черен топ на черно поле h8 · бял топ на черно поле a1 · бял топ на бяло поле h1 | черен топ на бяло поле a8 · черен топ на черно поле h8 · бял топ на черно поле a1 · бял топ на бяло поле h1 | черен топ на бяло поле a8 · черен топ на черно поле h8 · бял топ на черно поле a1 · бял топ на бяло поле h1 | черен топ на бяло поле a8 · черен топ на черно поле h8 · бял топ на черно поле a1 · бял топ на бяло поле h1 | черен топ на бяло поле a8 · черен топ на черно поле h8 · бял топ на черно поле a1 · бял топ на бяло поле h1 | 7 |
| 6 | черен топ на бяло поле a8 · черен топ на черно поле h8 · бял топ на черно поле a1 · бял топ на бяло поле h1 | черен топ на бяло поле a8 · черен топ на черно поле h8 · бял топ на черно поле a1 · бял топ на бяло поле h1 | черен топ на бяло поле a8 · черен топ на черно поле h8 · бял топ на черно поле a1 · бял топ на бяло поле h1 | черен топ на бяло поле a8 · черен топ на черно поле h8 · бял топ на черно поле a1 · бял топ на бяло поле h1 | черен топ на бяло поле a8 · черен топ на черно поле h8 · бял топ на черно поле a1 · бял топ на бяло поле h1 | черен топ на бяло поле a8 · черен топ на черно поле h8 · бял топ на черно поле a1 · бял топ на бяло поле h1 | черен топ на бяло поле a8 · черен топ на черно поле h8 · бял топ на черно поле a1 · бял топ на бяло поле h1 | черен топ на бяло поле a8 · черен топ на черно поле h8 · бял топ на черно поле a1 · бял топ на бяло поле h1 | 6 |
| 5 | черен топ на бяло поле a8 · черен топ на черно поле h8 · бял топ на черно поле a1 · бял топ на бяло поле h1 | черен топ на бяло поле a8 · черен топ на черно поле h8 · бял топ на черно поле a1 · бял топ на бяло поле h1 | черен топ на бяло поле a8 · черен топ на черно поле h8 · бял топ на черно поле a1 · бял топ на бяло поле h1 | черен топ на бяло поле a8 · черен топ на черно поле h8 · бял топ на черно поле a1 · бял топ на бяло поле h1 | черен топ на бяло поле a8 · черен топ на черно поле h8 · бял топ на черно поле a1 · бял топ на бяло поле h1 | черен топ на бяло поле a8 · черен топ на черно поле h8 · бял топ на черно поле a1 · бял топ на бяло поле h1 | черен топ на бяло поле a8 · черен топ на черно поле h8 · бял топ на черно поле a1 · бял топ на бяло поле h1 | черен топ на бяло поле a8 · черен топ на черно поле h8 · бял топ на черно поле a1 · бял топ на бяло поле h1 | 5 |
| 4 | черен топ на бяло поле a8 · черен топ на черно поле h8 · бял топ на черно поле a1 · бял топ на бяло поле h1 | черен топ на бяло поле a8 · черен топ на черно поле h8 · бял топ на черно поле a1 · бял топ на бяло поле h1 | черен топ на бяло поле a8 · черен топ на черно поле h8 · бял топ на черно поле a1 · бял топ на бяло поле h1 | черен топ на бяло поле a8 · черен топ на черно поле h8 · бял топ на черно поле a1 · бял топ на бяло поле h1 | черен топ на бяло поле a8 · черен топ на черно поле h8 · бял топ на черно поле a1 · бял топ на бяло поле h1 | черен топ на бяло поле a8 · черен топ на черно поле h8 · бял топ на черно поле a1 · бял топ на бяло поле h1 | черен топ на бяло поле a8 · черен топ на черно поле h8 · бял топ на черно поле a1 · бял топ на бяло поле h1 | черен топ на бяло поле a8 · черен топ на черно поле h8 · бял топ на черно поле a1 · бял топ на бяло поле h1 | 4 |
| 3 | черен топ на бяло поле a8 · черен топ на черно поле h8 · бял топ на черно поле a1 · бял топ на бяло поле h1 | черен топ на бяло поле a8 · черен топ на черно поле h8 · бял топ на черно поле a1 · бял топ на бяло поле h1 | черен топ на бяло поле a8 · черен топ на черно поле h8 · бял топ на черно поле a1 · бял топ на бяло поле h1 | черен топ на бяло поле a8 · черен топ на черно поле h8 · бял топ на черно поле a1 · бял топ на бяло поле h1 | черен топ на бяло поле a8 · черен топ на черно поле h8 · бял топ на черно поле a1 · бял топ на бяло поле h1 | черен топ на бяло поле a8 · черен топ на черно поле h8 · бял топ на черно поле a1 · бял топ на бяло поле h1 | черен топ на бяло поле a8 · черен топ на черно поле h8 · бял топ на черно поле a1 · бял топ на бяло поле h1 | черен топ на бяло поле a8 · черен топ на черно поле h8 · бял топ на черно поле a1 · бял топ на бяло поле h1 | 3 |
| 2 | черен топ на бяло поле a8 · черен топ на черно поле h8 · бял топ на черно поле a1 · бял топ на бяло поле h1 | черен топ на бяло поле a8 · черен топ на черно поле h8 · бял топ на черно поле a1 · бял топ на бяло поле h1 | черен топ на бяло поле a8 · черен топ на черно поле h8 · бял топ на черно поле a1 · бял топ на бяло поле h1 | черен топ на бяло поле a8 · черен топ на черно поле h8 · бял топ на черно поле a1 · бял топ на бяло поле h1 | черен топ на бяло поле a8 · черен топ на черно поле h8 · бял топ на черно поле a1 · бял топ на бяло поле h1 | черен топ на бяло поле a8 · черен топ на черно поле h8 · бял топ на черно поле a1 · бял топ на бяло поле h1 | черен топ на бяло поле a8 · черен топ на черно поле h8 · бял топ на черно поле a1 · бял топ на бяло поле h1 | черен топ на бяло поле a8 · черен топ на черно поле h8 · бял топ на черно поле a1 · бял топ на бяло поле h1 | 2 |
| 1 | черен топ на бяло поле a8 · черен топ на черно поле h8 · бял топ на черно поле a1 · бял топ на бяло поле h1 | черен топ на бяло поле a8 · черен топ на черно поле h8 · бял топ на черно поле a1 · бял топ на бяло поле h1 | черен топ на бяло поле a8 · черен топ на черно поле h8 · бял топ на черно поле a1 · бял топ на бяло поле h1 | черен топ на бяло поле a8 · черен топ на черно поле h8 · бял топ на черно поле a1 · бял топ на бяло поле h1 | черен топ на бяло поле a8 · черен топ на черно поле h8 · бял топ на черно поле a1 · бял топ на бяло поле h1 | черен топ на бяло поле a8 · черен топ на черно поле h8 · бял топ на черно поле a1 · бял топ на бяло поле h1 | черен топ на бяло поле a8 · черен топ на черно поле h8 · бял топ на черно поле a1 · бял топ на бяло поле h1 | черен топ на бяло поле a8 · черен топ на черно поле h8 · бял топ на черно поле a1 · бял топ на бяло поле h1 | 1 |
|   | a | b | c | d | e | f | g | h |   |

|   | a | b | c | d | e | f | g | h |   |
| 8 | бял кръг на черно поле d8 · черен кръг на бяло поле g8 · бял кръг на бяло поле d7 · бяла пешка на черно поле e7 · черен кръг на бяло поле f7 · черен топ на черно поле g7 · черен кръг на бяло поле h7 · бял кръг на черно поле d6 · черен кръг на бяло поле g6 · бял кръг на бяло поле d5 · черна пешка на черно поле g5 · бял кръг на бяло поле a4 · бял кръг на черно поле b4 · бял кръг на бяло поле c4 · бял топ на черно поле d4 · бял кръг на бяло поле e4 · бял кръг на черно поле f4 · бял кръг на бяло поле g4 · бял кръг на черно поле h4 · бял кръг на бяло поле d3 · бял кръг на черно поле d2 · бял кръг на бяло поле d1 | бял кръг на черно поле d8 · черен кръг на бяло поле g8 · бял кръг на бяло поле d7 · бяла пешка на черно поле e7 · черен кръг на бяло поле f7 · черен топ на черно поле g7 · черен кръг на бяло поле h7 · бял кръг на черно поле d6 · черен кръг на бяло поле g6 · бял кръг на бяло поле d5 · черна пешка на черно поле g5 · бял кръг на бяло поле a4 · бял кръг на черно поле b4 · бял кръг на бяло поле c4 · бял топ на черно поле d4 · бял кръг на бяло поле e4 · бял кръг на черно поле f4 · бял кръг на бяло поле g4 · бял кръг на черно поле h4 · бял кръг на бяло поле d3 · бял кръг на черно поле d2 · бял кръг на бяло поле d1 | бял кръг на черно поле d8 · черен кръг на бяло поле g8 · бял кръг на бяло поле d7 · бяла пешка на черно поле e7 · черен кръг на бяло поле f7 · черен топ на черно поле g7 · черен кръг на бяло поле h7 · бял кръг на черно поле d6 · черен кръг на бяло поле g6 · бял кръг на бяло поле d5 · черна пешка на черно поле g5 · бял кръг на бяло поле a4 · бял кръг на черно поле b4 · бял кръг на бяло поле c4 · бял топ на черно поле d4 · бял кръг на бяло поле e4 · бял кръг на черно поле f4 · бял кръг на бяло поле g4 · бял кръг на черно поле h4 · бял кръг на бяло поле d3 · бял кръг на черно поле d2 · бял кръг на бяло поле d1 | бял кръг на черно поле d8 · черен кръг на бяло поле g8 · бял кръг на бяло поле d7 · бяла пешка на черно поле e7 · черен кръг на бяло поле f7 · черен топ на черно поле g7 · черен кръг на бяло поле h7 · бял кръг на черно поле d6 · черен кръг на бяло поле g6 · бял кръг на бяло поле d5 · черна пешка на черно поле g5 · бял кръг на бяло поле a4 · бял кръг на черно поле b4 · бял кръг на бяло поле c4 · бял топ на черно поле d4 · бял кръг на бяло поле e4 · бял кръг на черно поле f4 · бял кръг на бяло поле g4 · бял кръг на черно поле h4 · бял кръг на бяло поле d3 · бял кръг на черно поле d2 · бял кръг на бяло поле d1 | бял кръг на черно поле d8 · черен кръг на бяло поле g8 · бял кръг на бяло поле d7 · бяла пешка на черно поле e7 · черен кръг на бяло поле f7 · черен топ на черно поле g7 · черен кръг на бяло поле h7 · бял кръг на черно поле d6 · черен кръг на бяло поле g6 · бял кръг на бяло поле d5 · черна пешка на черно поле g5 · бял кръг на бяло поле a4 · бял кръг на черно поле b4 · бял кръг на бяло поле c4 · бял топ на черно поле d4 · бял кръг на бяло поле e4 · бял кръг на черно поле f4 · бял кръг на бяло поле g4 · бял кръг на черно поле h4 · бял кръг на бяло поле d3 · бял кръг на черно поле d2 · бял кръг на бяло поле d1 | бял кръг на черно поле d8 · черен кръг на бяло поле g8 · бял кръг на бяло поле d7 · бяла пешка на черно поле e7 · черен кръг на бяло поле f7 · черен топ на черно поле g7 · черен кръг на бяло поле h7 · бял кръг на черно поле d6 · черен кръг на бяло поле g6 · бял кръг на бяло поле d5 · черна пешка на черно поле g5 · бял кръг на бяло поле a4 · бял кръг на черно поле b4 · бял кръг на бяло поле c4 · бял топ на черно поле d4 · бял кръг на бяло поле e4 · бял кръг на черно поле f4 · бял кръг на бяло поле g4 · бял кръг на черно поле h4 · бял кръг на бяло поле d3 · бял кръг на черно поле d2 · бял кръг на бяло поле d1 | бял кръг на черно поле d8 · черен кръг на бяло поле g8 · бял кръг на бяло поле d7 · бяла пешка на черно поле e7 · черен кръг на бяло поле f7 · черен топ на черно поле g7 · черен кръг на бяло поле h7 · бял кръг на черно поле d6 · черен кръг на бяло поле g6 · бял кръг на бяло поле d5 · черна пешка на черно поле g5 · бял кръг на бяло поле a4 · бял кръг на черно поле b4 · бял кръг на бяло поле c4 · бял топ на черно поле d4 · бял кръг на бяло поле e4 · бял кръг на черно поле f4 · бял кръг на бяло поле g4 · бял кръг на черно поле h4 · бял кръг на бяло поле d3 · бял кръг на черно поле d2 · бял кръг на бяло поле d1 | бял кръг на черно поле d8 · черен кръг на бяло поле g8 · бял кръг на бяло поле d7 · бяла пешка на черно поле e7 · черен кръг на бяло поле f7 · черен топ на черно поле g7 · черен кръг на бяло поле h7 · бял кръг на черно поле d6 · черен кръг на бяло поле g6 · бял кръг на бяло поле d5 · черна пешка на черно поле g5 · бял кръг на бяло поле a4 · бял кръг на черно поле b4 · бял кръг на бяло поле c4 · бял топ на черно поле d4 · бял кръг на бяло поле e4 · бял кръг на черно поле f4 · бял кръг на бяло поле g4 · бял кръг на черно поле h4 · бял кръг на бяло поле d3 · бял кръг на черно поле d2 · бял кръг на бяло поле d1 | 8 |
| 7 | бял кръг на черно поле d8 · черен кръг на бяло поле g8 · бял кръг на бяло поле d7 · бяла пешка на черно поле e7 · черен кръг на бяло поле f7 · черен топ на черно поле g7 · черен кръг на бяло поле h7 · бял кръг на черно поле d6 · черен кръг на бяло поле g6 · бял кръг на бяло поле d5 · черна пешка на черно поле g5 · бял кръг на бяло поле a4 · бял кръг на черно поле b4 · бял кръг на бяло поле c4 · бял топ на черно поле d4 · бял кръг на бяло поле e4 · бял кръг на черно поле f4 · бял кръг на бяло поле g4 · бял кръг на черно поле h4 · бял кръг на бяло поле d3 · бял кръг на черно поле d2 · бял кръг на бяло поле d1 | бял кръг на черно поле d8 · черен кръг на бяло поле g8 · бял кръг на бяло поле d7 · бяла пешка на черно поле e7 · черен кръг на бяло поле f7 · черен топ на черно поле g7 · черен кръг на бяло поле h7 · бял кръг на черно поле d6 · черен кръг на бяло поле g6 · бял кръг на бяло поле d5 · черна пешка на черно поле g5 · бял кръг на бяло поле a4 · бял кръг на черно поле b4 · бял кръг на бяло поле c4 · бял топ на черно поле d4 · бял кръг на бяло поле e4 · бял кръг на черно поле f4 · бял кръг на бяло поле g4 · бял кръг на черно поле h4 · бял кръг на бяло поле d3 · бял кръг на черно поле d2 · бял кръг на бяло поле d1 | бял кръг на черно поле d8 · черен кръг на бяло поле g8 · бял кръг на бяло поле d7 · бяла пешка на черно поле e7 · черен кръг на бяло поле f7 · черен топ на черно поле g7 · черен кръг на бяло поле h7 · бял кръг на черно поле d6 · черен кръг на бяло поле g6 · бял кръг на бяло поле d5 · черна пешка на черно поле g5 · бял кръг на бяло поле a4 · бял кръг на черно поле b4 · бял кръг на бяло поле c4 · бял топ на черно поле d4 · бял кръг на бяло поле e4 · бял кръг на черно поле f4 · бял кръг на бяло поле g4 · бял кръг на черно поле h4 · бял кръг на бяло поле d3 · бял кръг на черно поле d2 · бял кръг на бяло поле d1 | бял кръг на черно поле d8 · черен кръг на бяло поле g8 · бял кръг на бяло поле d7 · бяла пешка на черно поле e7 · черен кръг на бяло поле f7 · черен топ на черно поле g7 · черен кръг на бяло поле h7 · бял кръг на черно поле d6 · черен кръг на бяло поле g6 · бял кръг на бяло поле d5 · черна пешка на черно поле g5 · бял кръг на бяло поле a4 · бял кръг на черно поле b4 · бял кръг на бяло поле c4 · бял топ на черно поле d4 · бял кръг на бяло поле e4 · бял кръг на черно поле f4 · бял кръг на бяло поле g4 · бял кръг на черно поле h4 · бял кръг на бяло поле d3 · бял кръг на черно поле d2 · бял кръг на бяло поле d1 | бял кръг на черно поле d8 · черен кръг на бяло поле g8 · бял кръг на бяло поле d7 · бяла пешка на черно поле e7 · черен кръг на бяло поле f7 · черен топ на черно поле g7 · черен кръг на бяло поле h7 · бял кръг на черно поле d6 · черен кръг на бяло поле g6 · бял кръг на бяло поле d5 · черна пешка на черно поле g5 · бял кръг на бяло поле a4 · бял кръг на черно поле b4 · бял кръг на бяло поле c4 · бял топ на черно поле d4 · бял кръг на бяло поле e4 · бял кръг на черно поле f4 · бял кръг на бяло поле g4 · бял кръг на черно поле h4 · бял кръг на бяло поле d3 · бял кръг на черно поле d2 · бял кръг на бяло поле d1 | бял кръг на черно поле d8 · черен кръг на бяло поле g8 · бял кръг на бяло поле d7 · бяла пешка на черно поле e7 · черен кръг на бяло поле f7 · черен топ на черно поле g7 · черен кръг на бяло поле h7 · бял кръг на черно поле d6 · черен кръг на бяло поле g6 · бял кръг на бяло поле d5 · черна пешка на черно поле g5 · бял кръг на бяло поле a4 · бял кръг на черно поле b4 · бял кръг на бяло поле c4 · бял топ на черно поле d4 · бял кръг на бяло поле e4 · бял кръг на черно поле f4 · бял кръг на бяло поле g4 · бял кръг на черно поле h4 · бял кръг на бяло поле d3 · бял кръг на черно поле d2 · бял кръг на бяло поле d1 | бял кръг на черно поле d8 · черен кръг на бяло поле g8 · бял кръг на бяло поле d7 · бяла пешка на черно поле e7 · черен кръг на бяло поле f7 · черен топ на черно поле g7 · черен кръг на бяло поле h7 · бял кръг на черно поле d6 · черен кръг на бяло поле g6 · бял кръг на бяло поле d5 · черна пешка на черно поле g5 · бял кръг на бяло поле a4 · бял кръг на черно поле b4 · бял кръг на бяло поле c4 · бял топ на черно поле d4 · бял кръг на бяло поле e4 · бял кръг на черно поле f4 · бял кръг на бяло поле g4 · бял кръг на черно поле h4 · бял кръг на бяло поле d3 · бял кръг на черно поле d2 · бял кръг на бяло поле d1 | бял кръг на черно поле d8 · черен кръг на бяло поле g8 · бял кръг на бяло поле d7 · бяла пешка на черно поле e7 · черен кръг на бяло поле f7 · черен топ на черно поле g7 · черен кръг на бяло поле h7 · бял кръг на черно поле d6 · черен кръг на бяло поле g6 · бял кръг на бяло поле d5 · черна пешка на черно поле g5 · бял кръг на бяло поле a4 · бял кръг на черно поле b4 · бял кръг на бяло поле c4 · бял топ на черно поле d4 · бял кръг на бяло поле e4 · бял кръг на черно поле f4 · бял кръг на бяло поле g4 · бял кръг на черно поле h4 · бял кръг на бяло поле d3 · бял кръг на черно поле d2 · бял кръг на бяло поле d1 | 7 |
| 6 | бял кръг на черно поле d8 · черен кръг на бяло поле g8 · бял кръг на бяло поле d7 · бяла пешка на черно поле e7 · черен кръг на бяло поле f7 · черен топ на черно поле g7 · черен кръг на бяло поле h7 · бял кръг на черно поле d6 · черен кръг на бяло поле g6 · бял кръг на бяло поле d5 · черна пешка на черно поле g5 · бял кръг на бяло поле a4 · бял кръг на черно поле b4 · бял кръг на бяло поле c4 · бял топ на черно поле d4 · бял кръг на бяло поле e4 · бял кръг на черно поле f4 · бял кръг на бяло поле g4 · бял кръг на черно поле h4 · бял кръг на бяло поле d3 · бял кръг на черно поле d2 · бял кръг на бяло поле d1 | бял кръг на черно поле d8 · черен кръг на бяло поле g8 · бял кръг на бяло поле d7 · бяла пешка на черно поле e7 · черен кръг на бяло поле f7 · черен топ на черно поле g7 · черен кръг на бяло поле h7 · бял кръг на черно поле d6 · черен кръг на бяло поле g6 · бял кръг на бяло поле d5 · черна пешка на черно поле g5 · бял кръг на бяло поле a4 · бял кръг на черно поле b4 · бял кръг на бяло поле c4 · бял топ на черно поле d4 · бял кръг на бяло поле e4 · бял кръг на черно поле f4 · бял кръг на бяло поле g4 · бял кръг на черно поле h4 · бял кръг на бяло поле d3 · бял кръг на черно поле d2 · бял кръг на бяло поле d1 | бял кръг на черно поле d8 · черен кръг на бяло поле g8 · бял кръг на бяло поле d7 · бяла пешка на черно поле e7 · черен кръг на бяло поле f7 · черен топ на черно поле g7 · черен кръг на бяло поле h7 · бял кръг на черно поле d6 · черен кръг на бяло поле g6 · бял кръг на бяло поле d5 · черна пешка на черно поле g5 · бял кръг на бяло поле a4 · бял кръг на черно поле b4 · бял кръг на бяло поле c4 · бял топ на черно поле d4 · бял кръг на бяло поле e4 · бял кръг на черно поле f4 · бял кръг на бяло поле g4 · бял кръг на черно поле h4 · бял кръг на бяло поле d3 · бял кръг на черно поле d2 · бял кръг на бяло поле d1 | бял кръг на черно поле d8 · черен кръг на бяло поле g8 · бял кръг на бяло поле d7 · бяла пешка на черно поле e7 · черен кръг на бяло поле f7 · черен топ на черно поле g7 · черен кръг на бяло поле h7 · бял кръг на черно поле d6 · черен кръг на бяло поле g6 · бял кръг на бяло поле d5 · черна пешка на черно поле g5 · бял кръг на бяло поле a4 · бял кръг на черно поле b4 · бял кръг на бяло поле c4 · бял топ на черно поле d4 · бял кръг на бяло поле e4 · бял кръг на черно поле f4 · бял кръг на бяло поле g4 · бял кръг на черно поле h4 · бял кръг на бяло поле d3 · бял кръг на черно поле d2 · бял кръг на бяло поле d1 | бял кръг на черно поле d8 · черен кръг на бяло поле g8 · бял кръг на бяло поле d7 · бяла пешка на черно поле e7 · черен кръг на бяло поле f7 · черен топ на черно поле g7 · черен кръг на бяло поле h7 · бял кръг на черно поле d6 · черен кръг на бяло поле g6 · бял кръг на бяло поле d5 · черна пешка на черно поле g5 · бял кръг на бяло поле a4 · бял кръг на черно поле b4 · бял кръг на бяло поле c4 · бял топ на черно поле d4 · бял кръг на бяло поле e4 · бял кръг на черно поле f4 · бял кръг на бяло поле g4 · бял кръг на черно поле h4 · бял кръг на бяло поле d3 · бял кръг на черно поле d2 · бял кръг на бяло поле d1 | бял кръг на черно поле d8 · черен кръг на бяло поле g8 · бял кръг на бяло поле d7 · бяла пешка на черно поле e7 · черен кръг на бяло поле f7 · черен топ на черно поле g7 · черен кръг на бяло поле h7 · бял кръг на черно поле d6 · черен кръг на бяло поле g6 · бял кръг на бяло поле d5 · черна пешка на черно поле g5 · бял кръг на бяло поле a4 · бял кръг на черно поле b4 · бял кръг на бяло поле c4 · бял топ на черно поле d4 · бял кръг на бяло поле e4 · бял кръг на черно поле f4 · бял кръг на бяло поле g4 · бял кръг на черно поле h4 · бял кръг на бяло поле d3 · бял кръг на черно поле d2 · бял кръг на бяло поле d1 | бял кръг на черно поле d8 · черен кръг на бяло поле g8 · бял кръг на бяло поле d7 · бяла пешка на черно поле e7 · черен кръг на бяло поле f7 · черен топ на черно поле g7 · черен кръг на бяло поле h7 · бял кръг на черно поле d6 · черен кръг на бяло поле g6 · бял кръг на бяло поле d5 · черна пешка на черно поле g5 · бял кръг на бяло поле a4 · бял кръг на черно поле b4 · бял кръг на бяло поле c4 · бял топ на черно поле d4 · бял кръг на бяло поле e4 · бял кръг на черно поле f4 · бял кръг на бяло поле g4 · бял кръг на черно поле h4 · бял кръг на бяло поле d3 · бял кръг на черно поле d2 · бял кръг на бяло поле d1 | бял кръг на черно поле d8 · черен кръг на бяло поле g8 · бял кръг на бяло поле d7 · бяла пешка на черно поле e7 · черен кръг на бяло поле f7 · черен топ на черно поле g7 · черен кръг на бяло поле h7 · бял кръг на черно поле d6 · черен кръг на бяло поле g6 · бял кръг на бяло поле d5 · черна пешка на черно поле g5 · бял кръг на бяло поле a4 · бял кръг на черно поле b4 · бял кръг на бяло поле c4 · бял топ на черно поле d4 · бял кръг на бяло поле e4 · бял кръг на черно поле f4 · бял кръг на бяло поле g4 · бял кръг на черно поле h4 · бял кръг на бяло поле d3 · бял кръг на черно поле d2 · бял кръг на бяло поле d1 | 6 |
| 5 | бял кръг на черно поле d8 · черен кръг на бяло поле g8 · бял кръг на бяло поле d7 · бяла пешка на черно поле e7 · черен кръг на бяло поле f7 · черен топ на черно поле g7 · черен кръг на бяло поле h7 · бял кръг на черно поле d6 · черен кръг на бяло поле g6 · бял кръг на бяло поле d5 · черна пешка на черно поле g5 · бял кръг на бяло поле a4 · бял кръг на черно поле b4 · бял кръг на бяло поле c4 · бял топ на черно поле d4 · бял кръг на бяло поле e4 · бял кръг на черно поле f4 · бял кръг на бяло поле g4 · бял кръг на черно поле h4 · бял кръг на бяло поле d3 · бял кръг на черно поле d2 · бял кръг на бяло поле d1 | бял кръг на черно поле d8 · черен кръг на бяло поле g8 · бял кръг на бяло поле d7 · бяла пешка на черно поле e7 · черен кръг на бяло поле f7 · черен топ на черно поле g7 · черен кръг на бяло поле h7 · бял кръг на черно поле d6 · черен кръг на бяло поле g6 · бял кръг на бяло поле d5 · черна пешка на черно поле g5 · бял кръг на бяло поле a4 · бял кръг на черно поле b4 · бял кръг на бяло поле c4 · бял топ на черно поле d4 · бял кръг на бяло поле e4 · бял кръг на черно поле f4 · бял кръг на бяло поле g4 · бял кръг на черно поле h4 · бял кръг на бяло поле d3 · бял кръг на черно поле d2 · бял кръг на бяло поле d1 | бял кръг на черно поле d8 · черен кръг на бяло поле g8 · бял кръг на бяло поле d7 · бяла пешка на черно поле e7 · черен кръг на бяло поле f7 · черен топ на черно поле g7 · черен кръг на бяло поле h7 · бял кръг на черно поле d6 · черен кръг на бяло поле g6 · бял кръг на бяло поле d5 · черна пешка на черно поле g5 · бял кръг на бяло поле a4 · бял кръг на черно поле b4 · бял кръг на бяло поле c4 · бял топ на черно поле d4 · бял кръг на бяло поле e4 · бял кръг на черно поле f4 · бял кръг на бяло поле g4 · бял кръг на черно поле h4 · бял кръг на бяло поле d3 · бял кръг на черно поле d2 · бял кръг на бяло поле d1 | бял кръг на черно поле d8 · черен кръг на бяло поле g8 · бял кръг на бяло поле d7 · бяла пешка на черно поле e7 · черен кръг на бяло поле f7 · черен топ на черно поле g7 · черен кръг на бяло поле h7 · бял кръг на черно поле d6 · черен кръг на бяло поле g6 · бял кръг на бяло поле d5 · черна пешка на черно поле g5 · бял кръг на бяло поле a4 · бял кръг на черно поле b4 · бял кръг на бяло поле c4 · бял топ на черно поле d4 · бял кръг на бяло поле e4 · бял кръг на черно поле f4 · бял кръг на бяло поле g4 · бял кръг на черно поле h4 · бял кръг на бяло поле d3 · бял кръг на черно поле d2 · бял кръг на бяло поле d1 | бял кръг на черно поле d8 · черен кръг на бяло поле g8 · бял кръг на бяло поле d7 · бяла пешка на черно поле e7 · черен кръг на бяло поле f7 · черен топ на черно поле g7 · черен кръг на бяло поле h7 · бял кръг на черно поле d6 · черен кръг на бяло поле g6 · бял кръг на бяло поле d5 · черна пешка на черно поле g5 · бял кръг на бяло поле a4 · бял кръг на черно поле b4 · бял кръг на бяло поле c4 · бял топ на черно поле d4 · бял кръг на бяло поле e4 · бял кръг на черно поле f4 · бял кръг на бяло поле g4 · бял кръг на черно поле h4 · бял кръг на бяло поле d3 · бял кръг на черно поле d2 · бял кръг на бяло поле d1 | бял кръг на черно поле d8 · черен кръг на бяло поле g8 · бял кръг на бяло поле d7 · бяла пешка на черно поле e7 · черен кръг на бяло поле f7 · черен топ на черно поле g7 · черен кръг на бяло поле h7 · бял кръг на черно поле d6 · черен кръг на бяло поле g6 · бял кръг на бяло поле d5 · черна пешка на черно поле g5 · бял кръг на бяло поле a4 · бял кръг на черно поле b4 · бял кръг на бяло поле c4 · бял топ на черно поле d4 · бял кръг на бяло поле e4 · бял кръг на черно поле f4 · бял кръг на бяло поле g4 · бял кръг на черно поле h4 · бял кръг на бяло поле d3 · бял кръг на черно поле d2 · бял кръг на бяло поле d1 | бял кръг на черно поле d8 · черен кръг на бяло поле g8 · бял кръг на бяло поле d7 · бяла пешка на черно поле e7 · черен кръг на бяло поле f7 · черен топ на черно поле g7 · черен кръг на бяло поле h7 · бял кръг на черно поле d6 · черен кръг на бяло поле g6 · бял кръг на бяло поле d5 · черна пешка на черно поле g5 · бял кръг на бяло поле a4 · бял кръг на черно поле b4 · бял кръг на бяло поле c4 · бял топ на черно поле d4 · бял кръг на бяло поле e4 · бял кръг на черно поле f4 · бял кръг на бяло поле g4 · бял кръг на черно поле h4 · бял кръг на бяло поле d3 · бял кръг на черно поле d2 · бял кръг на бяло поле d1 | бял кръг на черно поле d8 · черен кръг на бяло поле g8 · бял кръг на бяло поле d7 · бяла пешка на черно поле e7 · черен кръг на бяло поле f7 · черен топ на черно поле g7 · черен кръг на бяло поле h7 · бял кръг на черно поле d6 · черен кръг на бяло поле g6 · бял кръг на бяло поле d5 · черна пешка на черно поле g5 · бял кръг на бяло поле a4 · бял кръг на черно поле b4 · бял кръг на бяло поле c4 · бял топ на черно поле d4 · бял кръг на бяло поле e4 · бял кръг на черно поле f4 · бял кръг на бяло поле g4 · бял кръг на черно поле h4 · бял кръг на бяло поле d3 · бял кръг на черно поле d2 · бял кръг на бяло поле d1 | 5 |
| 4 | бял кръг на черно поле d8 · черен кръг на бяло поле g8 · бял кръг на бяло поле d7 · бяла пешка на черно поле e7 · черен кръг на бяло поле f7 · черен топ на черно поле g7 · черен кръг на бяло поле h7 · бял кръг на черно поле d6 · черен кръг на бяло поле g6 · бял кръг на бяло поле d5 · черна пешка на черно поле g5 · бял кръг на бяло поле a4 · бял кръг на черно поле b4 · бял кръг на бяло поле c4 · бял топ на черно поле d4 · бял кръг на бяло поле e4 · бял кръг на черно поле f4 · бял кръг на бяло поле g4 · бял кръг на черно поле h4 · бял кръг на бяло поле d3 · бял кръг на черно поле d2 · бял кръг на бяло поле d1 | бял кръг на черно поле d8 · черен кръг на бяло поле g8 · бял кръг на бяло поле d7 · бяла пешка на черно поле e7 · черен кръг на бяло поле f7 · черен топ на черно поле g7 · черен кръг на бяло поле h7 · бял кръг на черно поле d6 · черен кръг на бяло поле g6 · бял кръг на бяло поле d5 · черна пешка на черно поле g5 · бял кръг на бяло поле a4 · бял кръг на черно поле b4 · бял кръг на бяло поле c4 · бял топ на черно поле d4 · бял кръг на бяло поле e4 · бял кръг на черно поле f4 · бял кръг на бяло поле g4 · бял кръг на черно поле h4 · бял кръг на бяло поле d3 · бял кръг на черно поле d2 · бял кръг на бяло поле d1 | бял кръг на черно поле d8 · черен кръг на бяло поле g8 · бял кръг на бяло поле d7 · бяла пешка на черно поле e7 · черен кръг на бяло поле f7 · черен топ на черно поле g7 · черен кръг на бяло поле h7 · бял кръг на черно поле d6 · черен кръг на бяло поле g6 · бял кръг на бяло поле d5 · черна пешка на черно поле g5 · бял кръг на бяло поле a4 · бял кръг на черно поле b4 · бял кръг на бяло поле c4 · бял топ на черно поле d4 · бял кръг на бяло поле e4 · бял кръг на черно поле f4 · бял кръг на бяло поле g4 · бял кръг на черно поле h4 · бял кръг на бяло поле d3 · бял кръг на черно поле d2 · бял кръг на бяло поле d1 | бял кръг на черно поле d8 · черен кръг на бяло поле g8 · бял кръг на бяло поле d7 · бяла пешка на черно поле e7 · черен кръг на бяло поле f7 · черен топ на черно поле g7 · черен кръг на бяло поле h7 · бял кръг на черно поле d6 · черен кръг на бяло поле g6 · бял кръг на бяло поле d5 · черна пешка на черно поле g5 · бял кръг на бяло поле a4 · бял кръг на черно поле b4 · бял кръг на бяло поле c4 · бял топ на черно поле d4 · бял кръг на бяло поле e4 · бял кръг на черно поле f4 · бял кръг на бяло поле g4 · бял кръг на черно поле h4 · бял кръг на бяло поле d3 · бял кръг на черно поле d2 · бял кръг на бяло поле d1 | бял кръг на черно поле d8 · черен кръг на бяло поле g8 · бял кръг на бяло поле d7 · бяла пешка на черно поле e7 · черен кръг на бяло поле f7 · черен топ на черно поле g7 · черен кръг на бяло поле h7 · бял кръг на черно поле d6 · черен кръг на бяло поле g6 · бял кръг на бяло поле d5 · черна пешка на черно поле g5 · бял кръг на бяло поле a4 · бял кръг на черно поле b4 · бял кръг на бяло поле c4 · бял топ на черно поле d4 · бял кръг на бяло поле e4 · бял кръг на черно поле f4 · бял кръг на бяло поле g4 · бял кръг на черно поле h4 · бял кръг на бяло поле d3 · бял кръг на черно поле d2 · бял кръг на бяло поле d1 | бял кръг на черно поле d8 · черен кръг на бяло поле g8 · бял кръг на бяло поле d7 · бяла пешка на черно поле e7 · черен кръг на бяло поле f7 · черен топ на черно поле g7 · черен кръг на бяло поле h7 · бял кръг на черно поле d6 · черен кръг на бяло поле g6 · бял кръг на бяло поле d5 · черна пешка на черно поле g5 · бял кръг на бяло поле a4 · бял кръг на черно поле b4 · бял кръг на бяло поле c4 · бял топ на черно поле d4 · бял кръг на бяло поле e4 · бял кръг на черно поле f4 · бял кръг на бяло поле g4 · бял кръг на черно поле h4 · бял кръг на бяло поле d3 · бял кръг на черно поле d2 · бял кръг на бяло поле d1 | бял кръг на черно поле d8 · черен кръг на бяло поле g8 · бял кръг на бяло поле d7 · бяла пешка на черно поле e7 · черен кръг на бяло поле f7 · черен топ на черно поле g7 · черен кръг на бяло поле h7 · бял кръг на черно поле d6 · черен кръг на бяло поле g6 · бял кръг на бяло поле d5 · черна пешка на черно поле g5 · бял кръг на бяло поле a4 · бял кръг на черно поле b4 · бял кръг на бяло поле c4 · бял топ на черно поле d4 · бял кръг на бяло поле e4 · бял кръг на черно поле f4 · бял кръг на бяло поле g4 · бял кръг на черно поле h4 · бял кръг на бяло поле d3 · бял кръг на черно поле d2 · бял кръг на бяло поле d1 | бял кръг на черно поле d8 · черен кръг на бяло поле g8 · бял кръг на бяло поле d7 · бяла пешка на черно поле e7 · черен кръг на бяло поле f7 · черен топ на черно поле g7 · черен кръг на бяло поле h7 · бял кръг на черно поле d6 · черен кръг на бяло поле g6 · бял кръг на бяло поле d5 · черна пешка на черно поле g5 · бял кръг на бяло поле a4 · бял кръг на черно поле b4 · бял кръг на бяло поле c4 · бял топ на черно поле d4 · бял кръг на бяло поле e4 · бял кръг на черно поле f4 · бял кръг на бяло поле g4 · бял кръг на черно поле h4 · бял кръг на бяло поле d3 · бял кръг на черно поле d2 · бял кръг на бяло поле d1 | 4 |
| 3 | бял кръг на черно поле d8 · черен кръг на бяло поле g8 · бял кръг на бяло поле d7 · бяла пешка на черно поле e7 · черен кръг на бяло поле f7 · черен топ на черно поле g7 · черен кръг на бяло поле h7 · бял кръг на черно поле d6 · черен кръг на бяло поле g6 · бял кръг на бяло поле d5 · черна пешка на черно поле g5 · бял кръг на бяло поле a4 · бял кръг на черно поле b4 · бял кръг на бяло поле c4 · бял топ на черно поле d4 · бял кръг на бяло поле e4 · бял кръг на черно поле f4 · бял кръг на бяло поле g4 · бял кръг на черно поле h4 · бял кръг на бяло поле d3 · бял кръг на черно поле d2 · бял кръг на бяло поле d1 | бял кръг на черно поле d8 · черен кръг на бяло поле g8 · бял кръг на бяло поле d7 · бяла пешка на черно поле e7 · черен кръг на бяло поле f7 · черен топ на черно поле g7 · черен кръг на бяло поле h7 · бял кръг на черно поле d6 · черен кръг на бяло поле g6 · бял кръг на бяло поле d5 · черна пешка на черно поле g5 · бял кръг на бяло поле a4 · бял кръг на черно поле b4 · бял кръг на бяло поле c4 · бял топ на черно поле d4 · бял кръг на бяло поле e4 · бял кръг на черно поле f4 · бял кръг на бяло поле g4 · бял кръг на черно поле h4 · бял кръг на бяло поле d3 · бял кръг на черно поле d2 · бял кръг на бяло поле d1 | бял кръг на черно поле d8 · черен кръг на бяло поле g8 · бял кръг на бяло поле d7 · бяла пешка на черно поле e7 · черен кръг на бяло поле f7 · черен топ на черно поле g7 · черен кръг на бяло поле h7 · бял кръг на черно поле d6 · черен кръг на бяло поле g6 · бял кръг на бяло поле d5 · черна пешка на черно поле g5 · бял кръг на бяло поле a4 · бял кръг на черно поле b4 · бял кръг на бяло поле c4 · бял топ на черно поле d4 · бял кръг на бяло поле e4 · бял кръг на черно поле f4 · бял кръг на бяло поле g4 · бял кръг на черно поле h4 · бял кръг на бяло поле d3 · бял кръг на черно поле d2 · бял кръг на бяло поле d1 | бял кръг на черно поле d8 · черен кръг на бяло поле g8 · бял кръг на бяло поле d7 · бяла пешка на черно поле e7 · черен кръг на бяло поле f7 · черен топ на черно поле g7 · черен кръг на бяло поле h7 · бял кръг на черно поле d6 · черен кръг на бяло поле g6 · бял кръг на бяло поле d5 · черна пешка на черно поле g5 · бял кръг на бяло поле a4 · бял кръг на черно поле b4 · бял кръг на бяло поле c4 · бял топ на черно поле d4 · бял кръг на бяло поле e4 · бял кръг на черно поле f4 · бял кръг на бяло поле g4 · бял кръг на черно поле h4 · бял кръг на бяло поле d3 · бял кръг на черно поле d2 · бял кръг на бяло поле d1 | бял кръг на черно поле d8 · черен кръг на бяло поле g8 · бял кръг на бяло поле d7 · бяла пешка на черно поле e7 · черен кръг на бяло поле f7 · черен топ на черно поле g7 · черен кръг на бяло поле h7 · бял кръг на черно поле d6 · черен кръг на бяло поле g6 · бял кръг на бяло поле d5 · черна пешка на черно поле g5 · бял кръг на бяло поле a4 · бял кръг на черно поле b4 · бял кръг на бяло поле c4 · бял топ на черно поле d4 · бял кръг на бяло поле e4 · бял кръг на черно поле f4 · бял кръг на бяло поле g4 · бял кръг на черно поле h4 · бял кръг на бяло поле d3 · бял кръг на черно поле d2 · бял кръг на бяло поле d1 | бял кръг на черно поле d8 · черен кръг на бяло поле g8 · бял кръг на бяло поле d7 · бяла пешка на черно поле e7 · черен кръг на бяло поле f7 · черен топ на черно поле g7 · черен кръг на бяло поле h7 · бял кръг на черно поле d6 · черен кръг на бяло поле g6 · бял кръг на бяло поле d5 · черна пешка на черно поле g5 · бял кръг на бяло поле a4 · бял кръг на черно поле b4 · бял кръг на бяло поле c4 · бял топ на черно поле d4 · бял кръг на бяло поле e4 · бял кръг на черно поле f4 · бял кръг на бяло поле g4 · бял кръг на черно поле h4 · бял кръг на бяло поле d3 · бял кръг на черно поле d2 · бял кръг на бяло поле d1 | бял кръг на черно поле d8 · черен кръг на бяло поле g8 · бял кръг на бяло поле d7 · бяла пешка на черно поле e7 · черен кръг на бяло поле f7 · черен топ на черно поле g7 · черен кръг на бяло поле h7 · бял кръг на черно поле d6 · черен кръг на бяло поле g6 · бял кръг на бяло поле d5 · черна пешка на черно поле g5 · бял кръг на бяло поле a4 · бял кръг на черно поле b4 · бял кръг на бяло поле c4 · бял топ на черно поле d4 · бял кръг на бяло поле e4 · бял кръг на черно поле f4 · бял кръг на бяло поле g4 · бял кръг на черно поле h4 · бял кръг на бяло поле d3 · бял кръг на черно поле d2 · бял кръг на бяло поле d1 | бял кръг на черно поле d8 · черен кръг на бяло поле g8 · бял кръг на бяло поле d7 · бяла пешка на черно поле e7 · черен кръг на бяло поле f7 · черен топ на черно поле g7 · черен кръг на бяло поле h7 · бял кръг на черно поле d6 · черен кръг на бяло поле g6 · бял кръг на бяло поле d5 · черна пешка на черно поле g5 · бял кръг на бяло поле a4 · бял кръг на черно поле b4 · бял кръг на бяло поле c4 · бял топ на черно поле d4 · бял кръг на бяло поле e4 · бял кръг на черно поле f4 · бял кръг на бяло поле g4 · бял кръг на черно поле h4 · бял кръг на бяло поле d3 · бял кръг на черно поле d2 · бял кръг на бяло поле d1 | 3 |
| 2 | бял кръг на черно поле d8 · черен кръг на бяло поле g8 · бял кръг на бяло поле d7 · бяла пешка на черно поле e7 · черен кръг на бяло поле f7 · черен топ на черно поле g7 · черен кръг на бяло поле h7 · бял кръг на черно поле d6 · черен кръг на бяло поле g6 · бял кръг на бяло поле d5 · черна пешка на черно поле g5 · бял кръг на бяло поле a4 · бял кръг на черно поле b4 · бял кръг на бяло поле c4 · бял топ на черно поле d4 · бял кръг на бяло поле e4 · бял кръг на черно поле f4 · бял кръг на бяло поле g4 · бял кръг на черно поле h4 · бял кръг на бяло поле d3 · бял кръг на черно поле d2 · бял кръг на бяло поле d1 | бял кръг на черно поле d8 · черен кръг на бяло поле g8 · бял кръг на бяло поле d7 · бяла пешка на черно поле e7 · черен кръг на бяло поле f7 · черен топ на черно поле g7 · черен кръг на бяло поле h7 · бял кръг на черно поле d6 · черен кръг на бяло поле g6 · бял кръг на бяло поле d5 · черна пешка на черно поле g5 · бял кръг на бяло поле a4 · бял кръг на черно поле b4 · бял кръг на бяло поле c4 · бял топ на черно поле d4 · бял кръг на бяло поле e4 · бял кръг на черно поле f4 · бял кръг на бяло поле g4 · бял кръг на черно поле h4 · бял кръг на бяло поле d3 · бял кръг на черно поле d2 · бял кръг на бяло поле d1 | бял кръг на черно поле d8 · черен кръг на бяло поле g8 · бял кръг на бяло поле d7 · бяла пешка на черно поле e7 · черен кръг на бяло поле f7 · черен топ на черно поле g7 · черен кръг на бяло поле h7 · бял кръг на черно поле d6 · черен кръг на бяло поле g6 · бял кръг на бяло поле d5 · черна пешка на черно поле g5 · бял кръг на бяло поле a4 · бял кръг на черно поле b4 · бял кръг на бяло поле c4 · бял топ на черно поле d4 · бял кръг на бяло поле e4 · бял кръг на черно поле f4 · бял кръг на бяло поле g4 · бял кръг на черно поле h4 · бял кръг на бяло поле d3 · бял кръг на черно поле d2 · бял кръг на бяло поле d1 | бял кръг на черно поле d8 · черен кръг на бяло поле g8 · бял кръг на бяло поле d7 · бяла пешка на черно поле e7 · черен кръг на бяло поле f7 · черен топ на черно поле g7 · черен кръг на бяло поле h7 · бял кръг на черно поле d6 · черен кръг на бяло поле g6 · бял кръг на бяло поле d5 · черна пешка на черно поле g5 · бял кръг на бяло поле a4 · бял кръг на черно поле b4 · бял кръг на бяло поле c4 · бял топ на черно поле d4 · бял кръг на бяло поле e4 · бял кръг на черно поле f4 · бял кръг на бяло поле g4 · бял кръг на черно поле h4 · бял кръг на бяло поле d3 · бял кръг на черно поле d2 · бял кръг на бяло поле d1 | бял кръг на черно поле d8 · черен кръг на бяло поле g8 · бял кръг на бяло поле d7 · бяла пешка на черно поле e7 · черен кръг на бяло поле f7 · черен топ на черно поле g7 · черен кръг на бяло поле h7 · бял кръг на черно поле d6 · черен кръг на бяло поле g6 · бял кръг на бяло поле d5 · черна пешка на черно поле g5 · бял кръг на бяло поле a4 · бял кръг на черно поле b4 · бял кръг на бяло поле c4 · бял топ на черно поле d4 · бял кръг на бяло поле e4 · бял кръг на черно поле f4 · бял кръг на бяло поле g4 · бял кръг на черно поле h4 · бял кръг на бяло поле d3 · бял кръг на черно поле d2 · бял кръг на бяло поле d1 | бял кръг на черно поле d8 · черен кръг на бяло поле g8 · бял кръг на бяло поле d7 · бяла пешка на черно поле e7 · черен кръг на бяло поле f7 · черен топ на черно поле g7 · черен кръг на бяло поле h7 · бял кръг на черно поле d6 · черен кръг на бяло поле g6 · бял кръг на бяло поле d5 · черна пешка на черно поле g5 · бял кръг на бяло поле a4 · бял кръг на черно поле b4 · бял кръг на бяло поле c4 · бял топ на черно поле d4 · бял кръг на бяло поле e4 · бял кръг на черно поле f4 · бял кръг на бяло поле g4 · бял кръг на черно поле h4 · бял кръг на бяло поле d3 · бял кръг на черно поле d2 · бял кръг на бяло поле d1 | бял кръг на черно поле d8 · черен кръг на бяло поле g8 · бял кръг на бяло поле d7 · бяла пешка на черно поле e7 · черен кръг на бяло поле f7 · черен топ на черно поле g7 · черен кръг на бяло поле h7 · бял кръг на черно поле d6 · черен кръг на бяло поле g6 · бял кръг на бяло поле d5 · черна пешка на черно поле g5 · бял кръг на бяло поле a4 · бял кръг на черно поле b4 · бял кръг на бяло поле c4 · бял топ на черно поле d4 · бял кръг на бяло поле e4 · бял кръг на черно поле f4 · бял кръг на бяло поле g4 · бял кръг на черно поле h4 · бял кръг на бяло поле d3 · бял кръг на черно поле d2 · бял кръг на бяло поле d1 | бял кръг на черно поле d8 · черен кръг на бяло поле g8 · бял кръг на бяло поле d7 · бяла пешка на черно поле e7 · черен кръг на бяло поле f7 · черен топ на черно поле g7 · черен кръг на бяло поле h7 · бял кръг на черно поле d6 · черен кръг на бяло поле g6 · бял кръг на бяло поле d5 · черна пешка на черно поле g5 · бял кръг на бяло поле a4 · бял кръг на черно поле b4 · бял кръг на бяло поле c4 · бял топ на черно поле d4 · бял кръг на бяло поле e4 · бял кръг на черно поле f4 · бял кръг на бяло поле g4 · бял кръг на черно поле h4 · бял кръг на бяло поле d3 · бял кръг на черно поле d2 · бял кръг на бяло поле d1 | 2 |
| 1 | бял кръг на черно поле d8 · черен кръг на бяло поле g8 · бял кръг на бяло поле d7 · бяла пешка на черно поле e7 · черен кръг на бяло поле f7 · черен топ на черно поле g7 · черен кръг на бяло поле h7 · бял кръг на черно поле d6 · черен кръг на бяло поле g6 · бял кръг на бяло поле d5 · черна пешка на черно поле g5 · бял кръг на бяло поле a4 · бял кръг на черно поле b4 · бял кръг на бяло поле c4 · бял топ на черно поле d4 · бял кръг на бяло поле e4 · бял кръг на черно поле f4 · бял кръг на бяло поле g4 · бял кръг на черно поле h4 · бял кръг на бяло поле d3 · бял кръг на черно поле d2 · бял кръг на бяло поле d1 | бял кръг на черно поле d8 · черен кръг на бяло поле g8 · бял кръг на бяло поле d7 · бяла пешка на черно поле e7 · черен кръг на бяло поле f7 · черен топ на черно поле g7 · черен кръг на бяло поле h7 · бял кръг на черно поле d6 · черен кръг на бяло поле g6 · бял кръг на бяло поле d5 · черна пешка на черно поле g5 · бял кръг на бяло поле a4 · бял кръг на черно поле b4 · бял кръг на бяло поле c4 · бял топ на черно поле d4 · бял кръг на бяло поле e4 · бял кръг на черно поле f4 · бял кръг на бяло поле g4 · бял кръг на черно поле h4 · бял кръг на бяло поле d3 · бял кръг на черно поле d2 · бял кръг на бяло поле d1 | бял кръг на черно поле d8 · черен кръг на бяло поле g8 · бял кръг на бяло поле d7 · бяла пешка на черно поле e7 · черен кръг на бяло поле f7 · черен топ на черно поле g7 · черен кръг на бяло поле h7 · бял кръг на черно поле d6 · черен кръг на бяло поле g6 · бял кръг на бяло поле d5 · черна пешка на черно поле g5 · бял кръг на бяло поле a4 · бял кръг на черно поле b4 · бял кръг на бяло поле c4 · бял топ на черно поле d4 · бял кръг на бяло поле e4 · бял кръг на черно поле f4 · бял кръг на бяло поле g4 · бял кръг на черно поле h4 · бял кръг на бяло поле d3 · бял кръг на черно поле d2 · бял кръг на бяло поле d1 | бял кръг на черно поле d8 · черен кръг на бяло поле g8 · бял кръг на бяло поле d7 · бяла пешка на черно поле e7 · черен кръг на бяло поле f7 · черен топ на черно поле g7 · черен кръг на бяло поле h7 · бял кръг на черно поле d6 · черен кръг на бяло поле g6 · бял кръг на бяло поле d5 · черна пешка на черно поле g5 · бял кръг на бяло поле a4 · бял кръг на черно поле b4 · бял кръг на бяло поле c4 · бял топ на черно поле d4 · бял кръг на бяло поле e4 · бял кръг на черно поле f4 · бял кръг на бяло поле g4 · бял кръг на черно поле h4 · бял кръг на бяло поле d3 · бял кръг на черно поле d2 · бял кръг на бяло поле d1 | бял кръг на черно поле d8 · черен кръг на бяло поле g8 · бял кръг на бяло поле d7 · бяла пешка на черно поле e7 · черен кръг на бяло поле f7 · черен топ на черно поле g7 · черен кръг на бяло поле h7 · бял кръг на черно поле d6 · черен кръг на бяло поле g6 · бял кръг на бяло поле d5 · черна пешка на черно поле g5 · бял кръг на бяло поле a4 · бял кръг на черно поле b4 · бял кръг на бяло поле c4 · бял топ на черно поле d4 · бял кръг на бяло поле e4 · бял кръг на черно поле f4 · бял кръг на бяло поле g4 · бял кръг на черно поле h4 · бял кръг на бяло поле d3 · бял кръг на черно поле d2 · бял кръг на бяло поле d1 | бял кръг на черно поле d8 · черен кръг на бяло поле g8 · бял кръг на бяло поле d7 · бяла пешка на черно поле e7 · черен кръг на бяло поле f7 · черен топ на черно поле g7 · черен кръг на бяло поле h7 · бял кръг на черно поле d6 · черен кръг на бяло поле g6 · бял кръг на бяло поле d5 · черна пешка на черно поле g5 · бял кръг на бяло поле a4 · бял кръг на черно поле b4 · бял кръг на бяло поле c4 · бял топ на черно поле d4 · бял кръг на бяло поле e4 · бял кръг на черно поле f4 · бял кръг на бяло поле g4 · бял кръг на черно поле h4 · бял кръг на бяло поле d3 · бял кръг на черно поле d2 · бял кръг на бяло поле d1 | бял кръг на черно поле d8 · черен кръг на бяло поле g8 · бял кръг на бяло поле d7 · бяла пешка на черно поле e7 · черен кръг на бяло поле f7 · черен топ на черно поле g7 · черен кръг на бяло поле h7 · бял кръг на черно поле d6 · черен кръг на бяло поле g6 · бял кръг на бяло поле d5 · черна пешка на черно поле g5 · бял кръг на бяло поле a4 · бял кръг на черно поле b4 · бял кръг на бяло поле c4 · бял топ на черно поле d4 · бял кръг на бяло поле e4 · бял кръг на черно поле f4 · бял кръг на бяло поле g4 · бял кръг на черно поле h4 · бял кръг на бяло поле d3 · бял кръг на черно поле d2 · бял кръг на бяло поле d1 | бял кръг на черно поле d8 · черен кръг на бяло поле g8 · бял кръг на бяло поле d7 · бяла пешка на черно поле e7 · черен кръг на бяло поле f7 · черен топ на черно поле g7 · черен кръг на бяло поле h7 · бял кръг на черно поле d6 · черен кръг на бяло поле g6 · бял кръг на бяло поле d5 · черна пешка на черно поле g5 · бял кръг на бяло поле a4 · бял кръг на черно поле b4 · бял кръг на бяло поле c4 · бял топ на черно поле d4 · бял кръг на бяло поле e4 · бял кръг на черно поле f4 · бял кръг на бяло поле g4 · бял кръг на черно поле h4 · бял кръг на бяло поле d3 · бял кръг на черно поле d2 · бял кръг на бяло поле d1 | 1 |
|   | a | b | c | d | e | f | g | h |   |